# José Antonio Gasca
José Antonio Gasca Fabró (Los Arcos, 5 gennaio 1940) è un ex calciatore spagnolo, di ruolo attaccante.

## Carriera
Con l'Atlético Madrid vinse una Coppa del Generalissimo (1960-61) e una Coppa delle Coppe (1961-62).

## Palmarès

### Competizioni nazionali
- Coppa di Spagna: 1

Atlético Madrid: 1960-61

### Competizioni internazionali
- Coppa delle Coppe: 1

Atlético Madrid: 1961-62